# Fred Meyer (zapaśnik)
Fred Meyer, właśc. Frederick Julius Meyer (ur. 17 maja 1900 w Chicago, zm. 12 marca 1983 w Los Angeles) – amerykański zapaśnik walczący w stylu wolnym. Brązowy medalista olimpijski z Antwerpii 1920, w wadze ciężkiej.
Mistrz Amateur Athletic Union w 1921 i 1922 roku.

## Letnie Igrzyska Olimpijskie 1920
| Konkurencja         | Rundy eliminacyjne    | Rundy eliminacyjne  | Rundy eliminacyjne    | Klas. końcowa |
| Konkurencja         | Ćwierćfinał           | Półfinał            | o 3. miejsce          | Miejsce       |
| ------------------- | --------------------- | ------------------- | --------------------- | ------------- |
| +82,5 kg styl wolny | William Mason (GBR) Z | Robert Roth (SUI) P | Ernst Nilsson (SWE) R | 3.            |